# Distrito de San Buenaventura (Marañón)
El Distrito peruano de San Buenaventura es uno los tres distritos ubicados en la provincia de Marañón del Departamento de Huánuco en la antigua selva de Pomabamba- Ancash y la más septentrional de este.
Su capital es el pueblo de San Buenaventura, localizado a una altitud de 3 950 m s. n. m.
Desde el punto de vista jerárquico de la Iglesia católica forma parte de la Diócesis de Huari, sufragánea de la Arquidiócesis de Trujillo.

## Historia
En la zona se asentó la etnia de los Huacrachucos en la margen derecha del río de Marañón, dejando vestigios arquitectónicos como Hatun Marca, Pedernal, y Huishcash.
En tiempos de la colonia asumió el nombre de San Buenaventura, en memoria del Cardenal, general de la Orden Franciscana (1218-1274)
Los espacios establecidos al distrito de San Buenaventura fueron separados del antiguo distrito de Pinra.
El distrito fue creado mediante Ley 12403 del 31 de octubre de 1955, en el gobierno del Presidente Manuel Alfredo Odría Amoretti.

## Límites
- Norte: con el distrito de Huacrachuco.
- Sur: con el distrito de Canchabamba, provincia de Huacaybamba.
- Este: con el distrito de Cholón.
- Oeste: con la provincia de Mariscal Luzuriaga, departamento de Áncash.

## Geografía
Abarca una superficie de 86,54 km² y está localizado a una altitud media de 3 158 m s. n. m.

### Hidrografía
Se encuentran los ríos Playa, Ragraj, Ninabamba y Tingo.

## Turismo
- Bosque de Piedras de Arahuec
- Lagunas de Mancacocha, Munqui y Puag
- Cueva de los Murciélagos
- Sitios arqueológicos de Hatun Marca y Huiscash

## Autoridades

### Municipales
- 2011-2014[3]
  - Alcalde: Juan Felipe Rojas Mergildo, del Frente Amplio Regional (FAR).
  - Regidores: Atilio Nelzon Jiménez Sifuentes (FAR), Darío Izquierdo Sifuentes (FAR), Gregorio Paulino Marillo (FAR), Maruja Vara Vidal (FAR), Orlando Cruz Agurto (Hechos y No Palabras).[4]
- 2007-2010
  - Alcalde: Eusebio Solano Mattos.

### Policiales
- Comisario: SUPERIOR PNP ENRIQUE ALEJANDRO MENDOZA CAHUANA.

### Religiosas
- Diócesis de Huari[5]
  - Obispo: Mons. Ivo Baldi Gaburri.
- Parroquia
  - Párroco: Pbro.  .

## Festividades
En la provincia se celebra:
- 30 de agosto:  Fiesta Patronal de Santa Rosa de Lima.
- 21 de octubre: Aniversario de la Provincia de Marañón.